# Центар за научноистраживачки рад у Крагујевцу
Центар за научноистраживачки рад у Крагујевцу је организациона јединица под окриљем својих оснивача Српске академије наука и уметности и Универзитета у Крагујевцу. Основан је 21. мaja 1991. године са циљем унапређења и развоја научно-образовне и културне делатности ширег подручја које гравитира ка Крагујевцу. 
Основне делатности Центра су рад на научноистраживачким пројектима, организовање научних скупова, предавања, изложби, промоција и других научних и културних манифестација. Центар објављује научне и стручне монографије, зборнике и друге врсте публикација које су од значаја за развој науке, културе и уметности. Центар је од 2020. године смештен у згради Легата Николе Коке Јанковића. 
2011. године потписан је Уговор о регулисању међусобних односа између Српске академија наука и уметности и Универзитета у Крагујевцу , а 2017. године донесен је Правилник о раду и измењена је организациона структура Центра у циљу његовог ефикаснијег рада.

## Директори
- Академик Драгослав Срејовић, археолог, 1991-1996
- Академик Никола Тасић, археолог, 1996-2010
- Академик Иван Гутман, хемичар, 2011-2018
- др Милош Ђуран, хемичар, 2018-[3]